# Histoire des Juifs en Tunisie sous le protectorat français

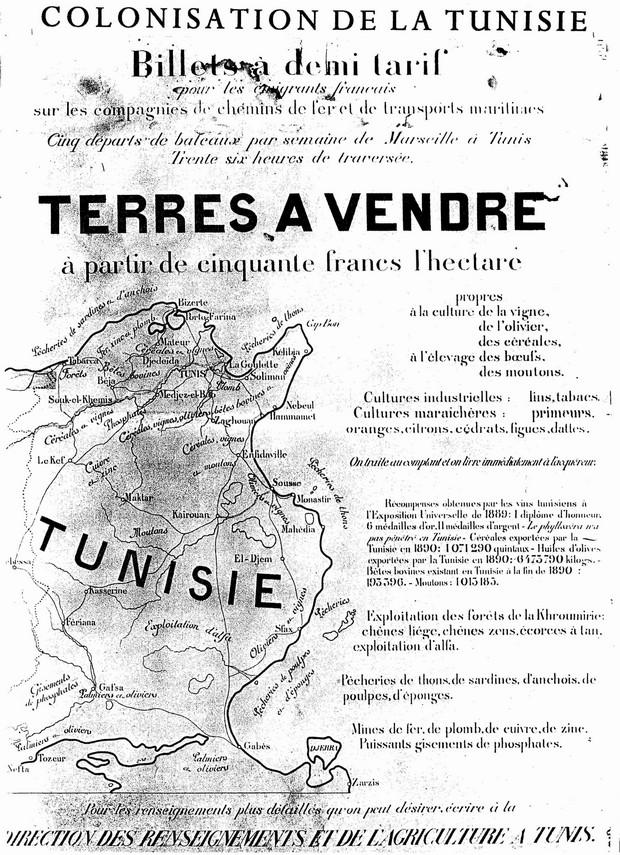
Affiche invitant les Français à immigrer en Tunisie, vers 1890.

L'histoire des Juifs en Tunisie sous le protectorat français s'étend de l'instauration du protectorat français de Tunisie le 12 mai 1881 à la proclamation de l'indépendance du pays le 20 mars 1956.
Durant cette période, la situation économique, sociale et culturelle de la population juive s'améliore fortement avant d'être compromise durant la Seconde Guerre mondiale avec l'occupation du pays par l'Axe. La création de l'État d'Israël suscite une réaction antisioniste généralisée du monde arabe sur laquelle se greffent l'agitation nationaliste, la nationalisation d'entreprises, l'arabisation de l'enseignement et d'une partie de l'administration. Les Juifs quittent la Tunisie en masse à partir des années 1950.

## Espoirs politiques déçus

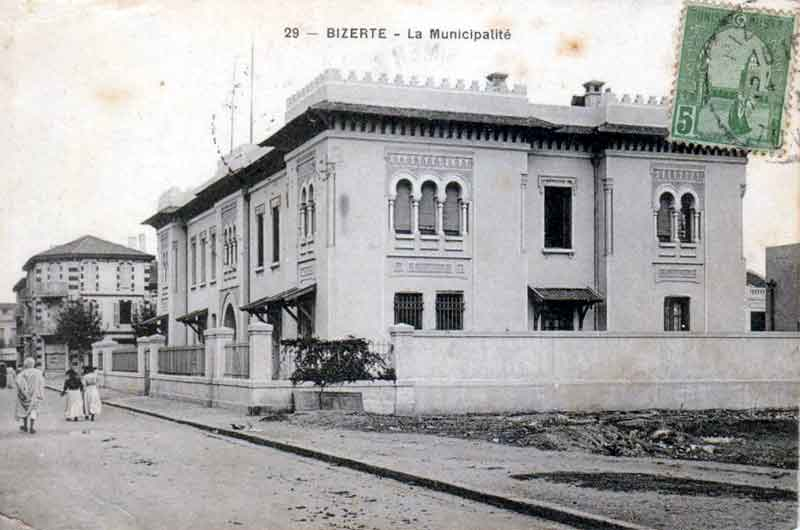
Municipalité coloniale de Bizerte, vers 1900.

Avec l'établissement du protectorat français en Tunisie en 1881, une ère nouvelle s'ouvre pour les Juifs qui se trouvent face au pouvoir affaibli du bey, dont ils demeurent les sujets, et à celui dominant de la France, patrie des droits de l'homme et de l'émancipation des Juifs. Une grande partie d'entre eux ont alors espoir de se soustraire à la domination auxquels ils sont assujettis depuis la conquête musulmane du Maghreb. Néanmoins, les Juifs seront quelque peu déçus par le nouveau pouvoir qui ne répondra pas toujours favorablement à leurs attentes.
Dans un premier temps, les Juifs ne souffrent pas d'antisémitisme de la part des nouveaux arrivants. En 1887, un vote par la municipalité de Tunis d'un ensemble de mesures retire à la communauté l'une de ses principales attributions et sources de revenus, la gestion des inhumations. Selon ses représentants, cela va à l'encontre du devoir religieux traditionnel et introduit des distinctions de classes corrigées jusque-là. Les incidents qui surviennent les 20 et 21 mars justifieront pour certains Français une attitude réservée à l'égard des Juifs.

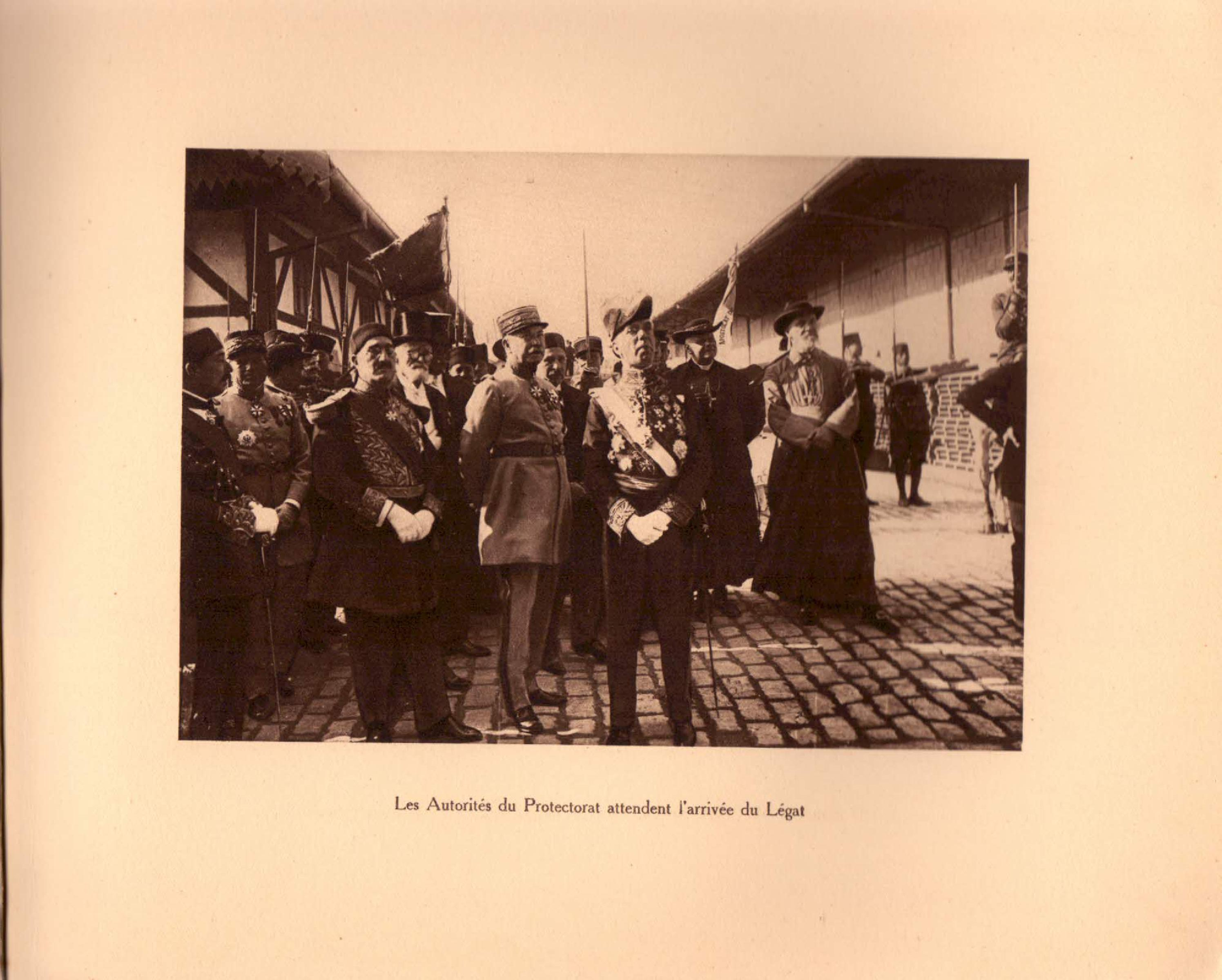
Autorités du protectorat attendant l'arrivée du légat, Tunis, 1930 (bibliothèque du diocèse de Tunis).

Ainsi, le journal La Tunisie française, fondé par Victor de Carnières en 1892, se livre à de régulières attaques. De plus, du 26 au 29 mars 1898, une rixe entre Juifs et Arabes dégénère en émeutes durant lesquelles les Juifs sont molestés, leurs maisons pillées et leurs magasins mis à sac sans que la police n'intervienne. Si le Tribunal correctionnel de Tunis prononce finalement 84 condamnations, dont 62 contre des Tunisiens musulmans, vingt contre des Tunisiens israélites et deux contre des étrangers, la responsabilité des troubles n'a jamais été clairement établie. Le contexte troublé de l'affaire Dreyfus, suivie attentivement par la communauté, ajoute encore à la crainte d'une explosion de violence ; sa résolution contribue toutefois à renforcer l'attachement des Juifs à la France et les encourage à présenter des revendications.

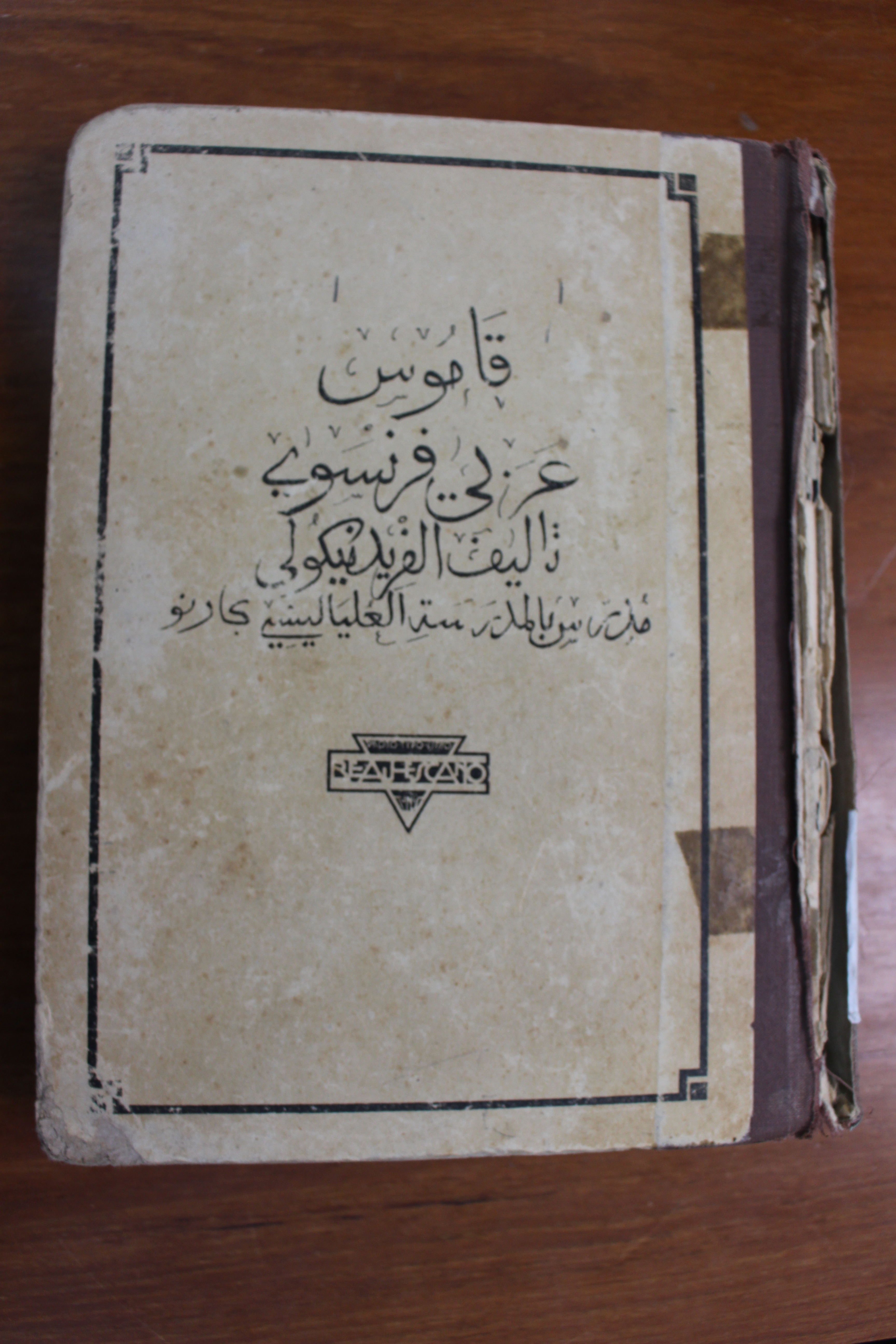
Quatrième de couverture, Dictionnaire arabe-français par Alfred Nicolas, 1938.

Si, sur le plan culturel, la présence française entraîne une francisation continue de la communauté juive, le rapprochement souhaité par ses élites ne se fait pas sans difficultés. L'extension de la juridiction française aux Juifs tunisiens accompagnée par la suppression du tribunal rabbinique — les affaires de statut personnel relèveraient toujours du droit mosaïque mais seraient réglées par des tribunaux français — et la possibilité de naturalisations individuelles deviennent des revendications prioritaires de l'intelligentsia moderniste ayant accédé aux universités françaises. Elles sont exposées pour la première fois dans la brochure L'Extension de la juridiction et de la nationalité françaises en Tunisie, publiée par Mardochée Smaja en 1905, puis défendues dans l'hebdomadaire La Justice fondé en 1907. Si les représentants des Français de Tunisie soutiennent ces idées, l'administration du protectorat, le gouvernement français de la Troisième République et les instances rabbiniques conservatrices appuyées par les fractions les plus populaires de la communauté les combattent. Les musulmans modernistes, qui souhaitent plutôt une réforme du système judiciaire, critiquent eux une atteinte à la souveraineté et la création d'une inégalité entre ressortissants d'un même État.
Quant au projet de réforme relatif aux conditions requises pour l'obtention de la naturalisation, il fait face à l'hostilité des autorités — fortes de l'expérience du décret Crémieux en Algérie française — qui cherchent à encourager et à protéger l'installation des Français et craignent d'envenimer leurs relations avec le pouvoir beylical et la population musulmane. La transformation des institutions communautaires, via la création d'un consistoire, est aussi rejetée par les autorités de crainte qu'il ne soit contrôlé par les Granas favorables à l'Italie. Car, si le pouvoir colonial cherche des appuis dans la communauté pour mieux asseoir son autorité, cette élite laïque et libérale est rapidement exclue de ses postes influents.

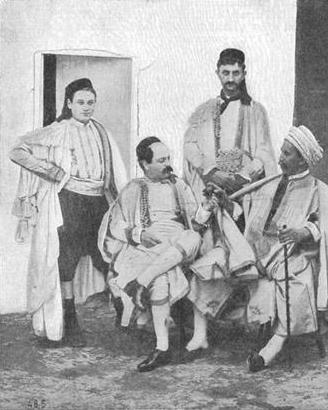
Groupe de Juifs tunisiens.

Face aux ambitions italiennes sur la Tunisie et au souhait d'accroître le nombre de Français établis dans le pays, un assouplissement des conditions de naturalisation en faveur des sujets tunisiens est finalement décidé par le décret présidentiel du 3 octobre 1910. Si la procédure reste sélective et individuelle, elle ouvre la possibilité aux Juifs de devenir des citoyens français. Parmi les sujets tunisiens âgés de 21 ans révolus et justifiant une maîtrise de la langue française, sont admissibles à la naturalisation ceux qui remplissent l'une des conditions suivantes : avoir accompli un engagement volontaire dans l'armée française, avoir obtenu un diplôme, un prix ou une médaille de l'enseignement supérieur, avoir conclu un mariage avec une Française dont sont issus des enfants, avoir rendu pendant plus de dix ans des « services importants » aux intérêts de la France en Tunisie ou avoir rendu des « services exceptionnels » à la France. Ces conditions difficiles maintiennent un faible nombre de cas (93 naturalisations entre 1911 et 1914) afin de tenir compte de l'opinion des populations française et musulmane de Tunisie ; la réglementation ne répond cependant pas à l'attente de la population juive.
Des réformes de l'organisation communautaire sont également mises en place : la charge de caïd est supprimée et la Caisse de secours et de bienfaisance de Tunis confiée à un comité d'administration nommé par arrêté ministériel ; toutes les villes accueillant des communautés importantes sont dotées des mêmes structures. Après une période intermédiaire, l'administration du protectorat ne reconnaît plus qu'un seul grand-rabbin issu de la communauté des Twansa et dont l'autorité est étendue à tout le pays. Nommé par décret beylical sur proposition du comité d'administration de la Caisse de secours et de bienfaisance de Tunis, il est appelé à donner son avis sur toutes les questions touchant au culte, propose les dirigeants des caisses de secours en province, préside la commission d'examen des notaires israélites, signe les diplômes permettant aux shohetim et aux mohelim d'exercer leur activité et assure la présidence honoraire du tribunal rabbinique. Il donne ainsi un début d'unité aux institutions communautaires du pays.

## Intégration socio-économique

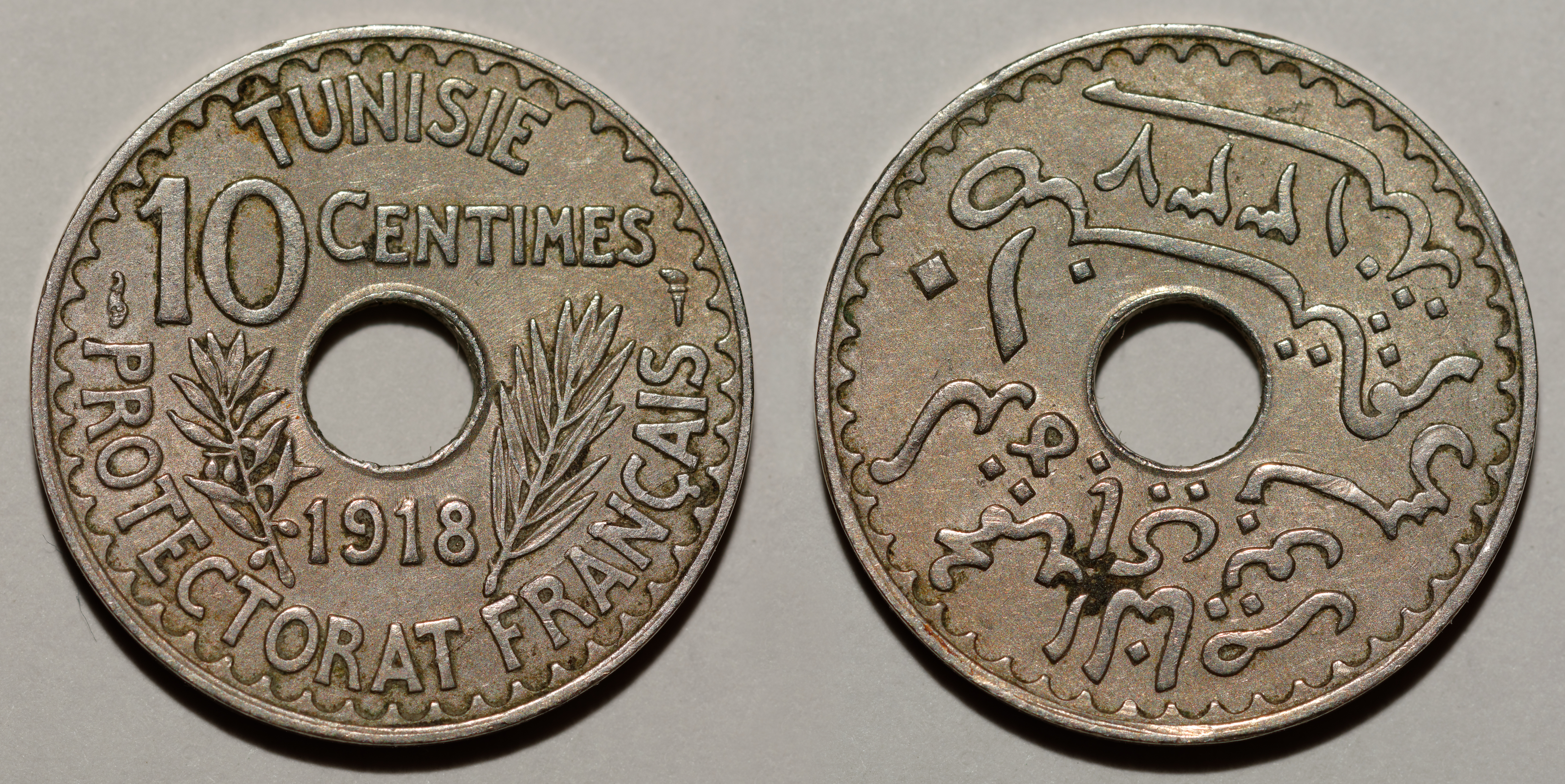
« Tunisie - Protectorat français », pièce de 10 centimes, 1918.

En raison de sa position socioculturelle intermédiaire, l'élite juive autochtone — francisée grâce à l'action de l'Alliance israélite universelle — s'identifie aux valeurs républicaine et laïque pour refuser l'ordre arabe et musulman existant. Elle dénonce, dans le journal Tunis socialiste, « tous les racismes, celui du colonisateur comme celui du colonisé ». Cette position permet à la fois de viser la promotion sociale et culturelle de la communauté et le maintien d'une identité forte grâce à un partenariat avec d'autres communautés et à la garantie offerte par la France.
L'idéologie de l'école républicaine suscite aussi un grand enthousiasme au sein de la communauté. En effet, la culture universaliste transmise permet d'éluder la question nationale tout en offrant une échappatoire à la domination via la promotion socioprofessionnelle, après des siècles de relative stagnation, et l'acquisition d'un statut social plus valorisé. Le décloisonnement relatif de la société, avec l'apparition de lieux de sociabilité indépendants comme l'école, les cafés, le théâtre ou les clubs sportifs, participent de l'affranchissement des individus par rapport à leur groupe et leur religion et du délaissement des formes traditionnelles de la culture judéo-arabe qui perdurent toutefois dans les communautés de l'arrière-pays. Si de nouvelles synagogues sont construites dans toutes les villes, un net recul de la pratique religieuse est constaté : il se caractérise par une désertion des lieux de culte, notamment par les jeunes, et une observation moins stricte du shabbat et des interdits alimentaires, même si cela reste encore le fait d'une minorité parmi les plus aisés et les instruits. Ce phénomène est associé à une déshébraïsation progressive en raison de l'absence d'enseignement dans l'école publique, où se rend une large majorité des enfants des deux sexes, même si le Talmud Torah n'a pas disparu dans les grandes villes.

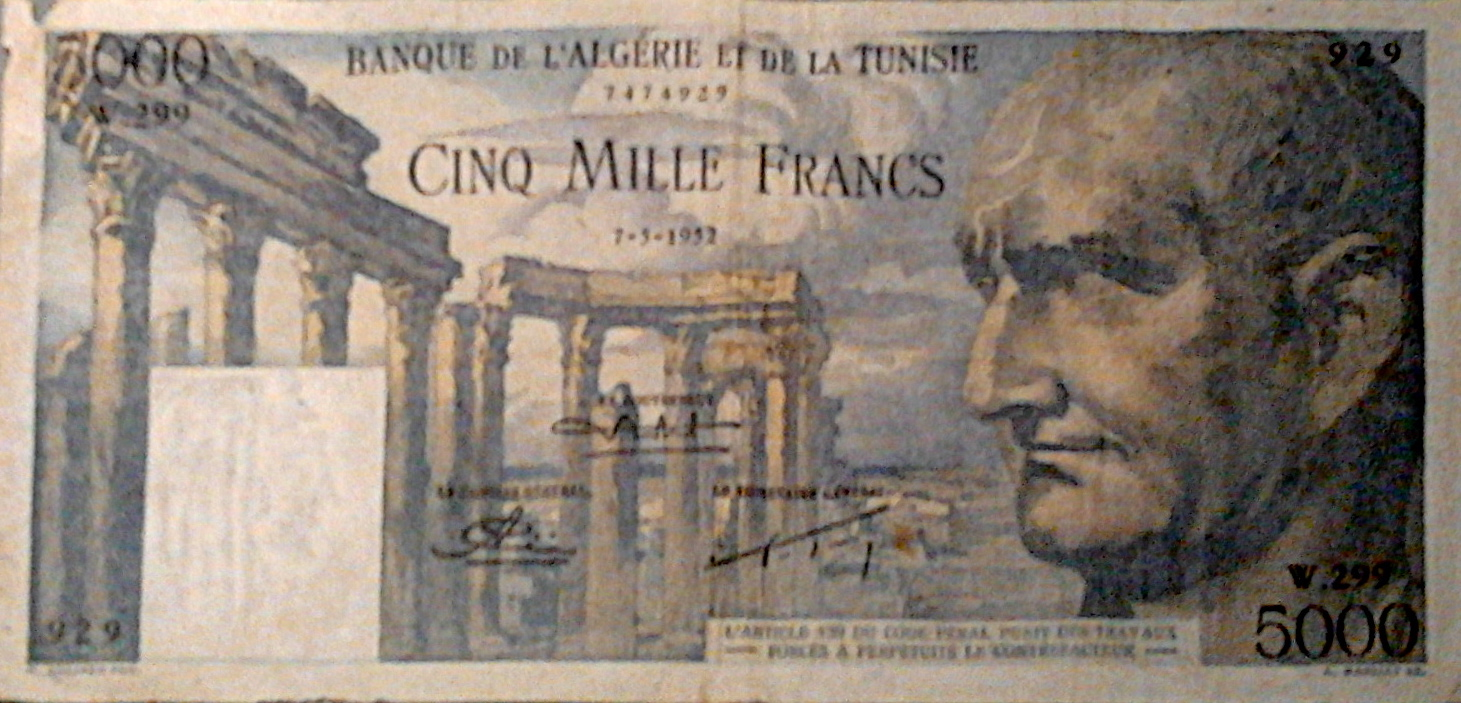
Billet de 5000 francs émis en 1952 par la Banque de l'Algérie et de la Tunisie sous protectorat français.

Dès la fin du siècle, les familles disposant de ressources financières suffisantes font poursuivre des études secondaires voire supérieures à leurs enfants. Dans le même temps, la situation économique de la communauté prospère à la faveur de l'économie coloniale : le secteur secondaire regroupe peu à peu le gros des effectifs. Même si les Juifs exercent toujours les métiers traditionnels du commerce, du négoce et de l'artisanat, les jeunes sortant des écoles et des centres d'apprentissage se font de plus en plus engagés dans les ateliers, les magasins et les bureaux. Ils intègrent aussi le réseau de succursales de banques et d'assurances installées par des sociétés françaises, se lancent dans de nouveaux métiers, participent à la création des premières industries (minoteries, briqueteries, imprimeries, etc.) ou constituent des exploitations agricoles. La part d'employés augmente considérablement car les jeunes qui ont acquis la connaissance du français maîtrisent suffisamment le dialecte arabe pour servir d'intermédiaires entre leurs patrons français et leurs clients tunisiens.
Les enfants de la génération suivante sont poussés à aller au-delà de l'instruction primaire et accèdent aux professions libérales, après une formation en France ou en Italie, de médecins, de pharmaciens ou d'avocats,. Les familles juives occidentalisées abandonnent alors leurs habitations traditionnelles (oukalas) de la Hara de Tunis pour s'installer dans des appartements individuels en bordure de celle-ci ou, pour les plus aisés, dans les nouveaux quartiers européens de Tunis. Ces transformations économiques conduisent à une restructuration de la société juive : une bourgeoisie commerciale, industrielle voire agricole, une bourgeoisie libérale (avocats, médecins, pharmaciens et architectes), une classe moyenne (commerçants, artisans, employés et fonctionnaires), une classe ouvrière encore réduite et une masse de journaliers sans qualification, de malades et d'infirmes aux moyens très modestes qui ne survivent que par les subsides de la communauté ; ces derniers se retrouvent notamment dans la Hara.

## Intégration culturelle

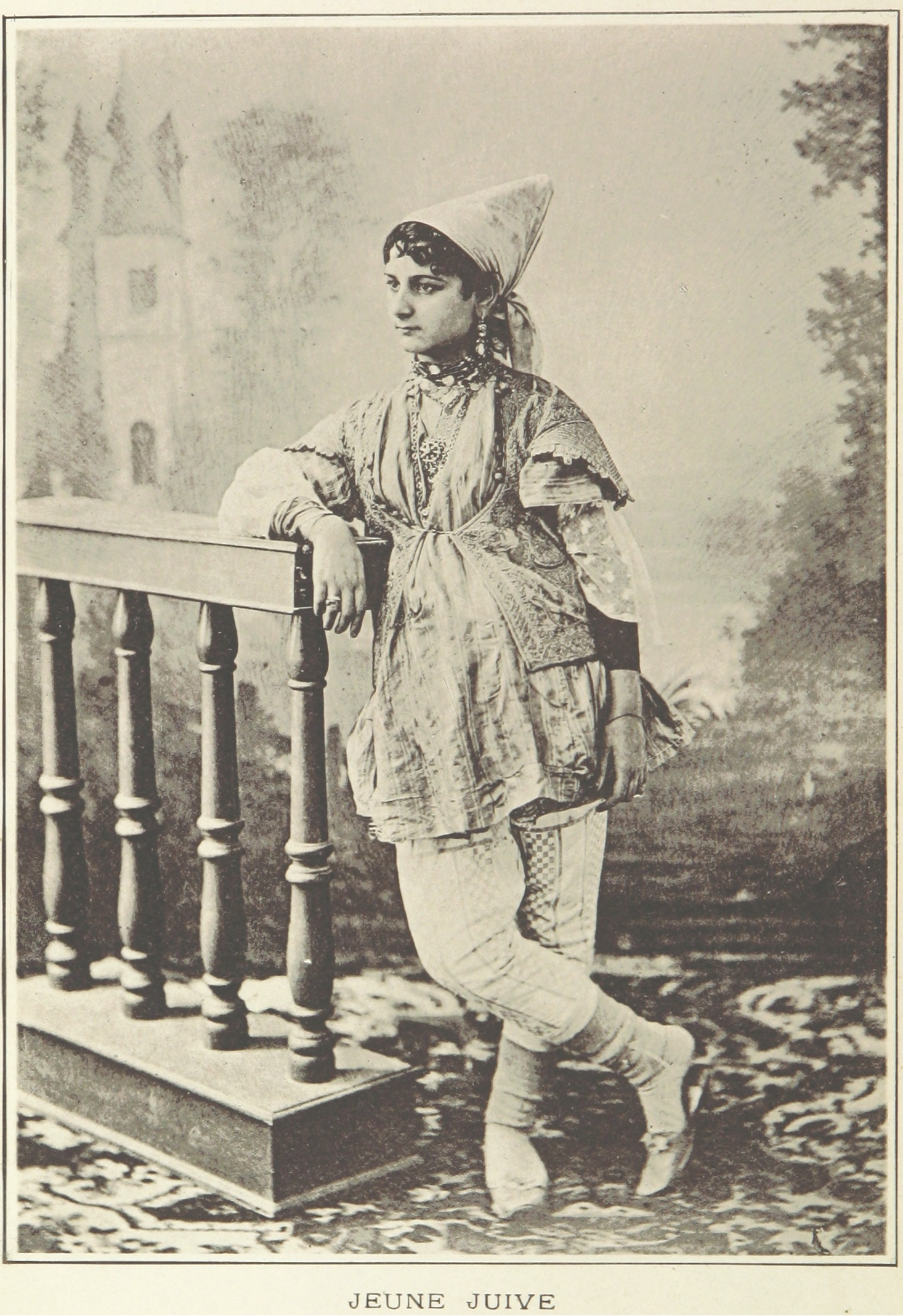
Jeune juive de Tunisie en 1893.

La scolarisation participe aussi de l'acculturation des nouvelles générations. Ainsi, le français devient la langue maternelle au même titre que l'arabe, quand il ne le remplace pas, et permet au quotidien l'émancipation et la mobilité sociale des individus,. Dans le même temps, l'adoption de prénoms européens aux dépens des prénoms hébreux ou arabes, l'adoption du vêtement européen en rupture avec le vêtement traditionnel qui renvoie à des contraintes humiliantes du passé, l'acceptation des rythmes de travail hebdomadaires, la distanciation à l'égard des croyances et pratiques superstitieuses partagées avec les musulmans se répandent. Les femmes s'émancipent aussi par le changement de costume, mais à moins vive allure que les hommes et avec des décalages intergénérationnels et intrafamiliaux. Simultanément, au sein de la famille, l'autorité maritale et paternelle se module du fait du développement de l'instruction féminine, de la diffusion croissante des valeurs modernistes et de la plus grande instruction des nouvelles générations. De plus, l'âge au mariage se relève, les unions consanguines se font plus rares et celles entre Twansa et Granas plus fréquentes, la famille nucléaire s'éloigne de la famille élargie, etc.
Avec la diffusion de l'imprimerie hébraïque de Tunis, quelques années après l'établissement du protectorat, une ère nouvelle d'importante activité intellectuelle et sociale s'ouvre, que ce soit dans le domaine de la poésie, de l'essai en prose ou du journalisme. La presse hébraïque de la Haskala rapporte dans ce contexte de longues correspondances qui sont l'œuvre de maskilim de Tunis, comme Chalom Flah (he) (1855-1936) qui analyse les métamorphoses socioculturelles de la communauté juive tunisienne à la fin du XIXe siècle. Certaines personnes y trouvent leur vocation en tant que rimailleur, chansonnier, conteur, essayiste ou journaliste. Plus de 25 publications périodiques en judéo-tunisien, parmi lesquelles Al Boustan (« Le Jardin ») fondé en 1888 et Es-Sabah (« Le Matin ») fondé en 1904, voient le jour même si ce phénomène s'éteint rapidement après la Première Guerre mondiale,.

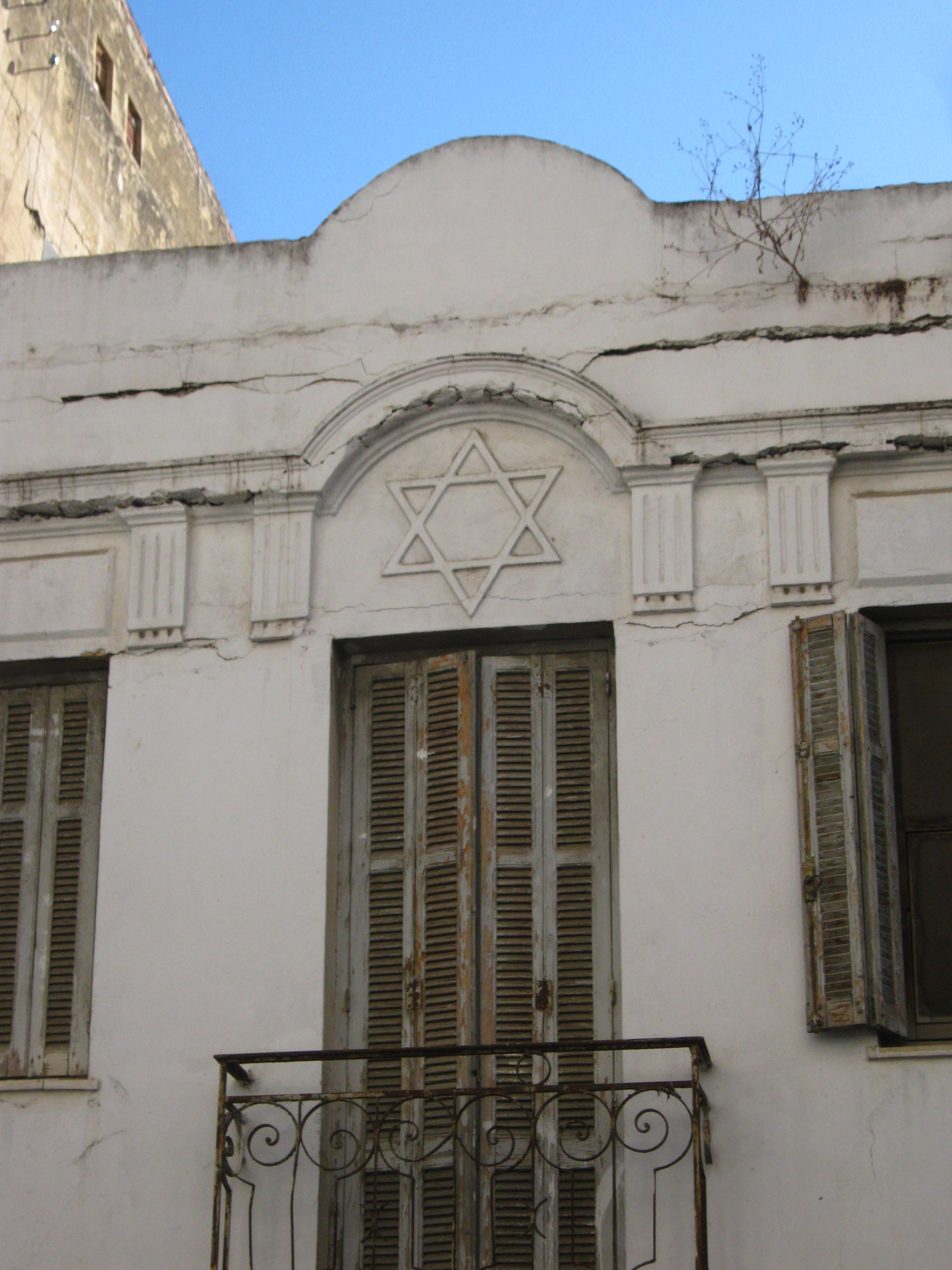
Ancien oratoire juif à Tunis (rue de l'Inde).

Des ouvrages religieux, de littérature arabe ou dérivés du folklore sont publiés, tout comme des traductions de la littérature européenne et des créations originales comme Nessim le fumeur de hachich de Haï Sarfati. D'autres écrits, souvent de longues ballades ou des récits rimés, décrivent des événements liés à la communauté, qu'ils soient du domaine de la vie sociale, culturelle ou domestique, mais aussi et surtout les changements des mœurs et des comportements d'une communauté plus moderne. Diffusés soit sous forme de feuilles volantes soit en petites brochures, ces textes sont parfois écrits avec une transcription — qui reste très approximative — en caractères latins, mais toujours construit sur un air populaire.
Rapidement, des genres poétiques locaux traditionnels sont apparus, :
- la malzouma : chanson descriptive ou narrative, souvent humoristique ;
- la qina (terme tiré de l'hébreu qui veut dire lamentation ou élégie) : complainte dont la trame est satirique ou comique ;
- la ghnaya : chansonnette dont la thématique se veut en général lyrique et romantique ;
- la qissa : récit, histoire ou poème narratif qui est dédié (surtout en poésie) aux personnages du panthéon juif.

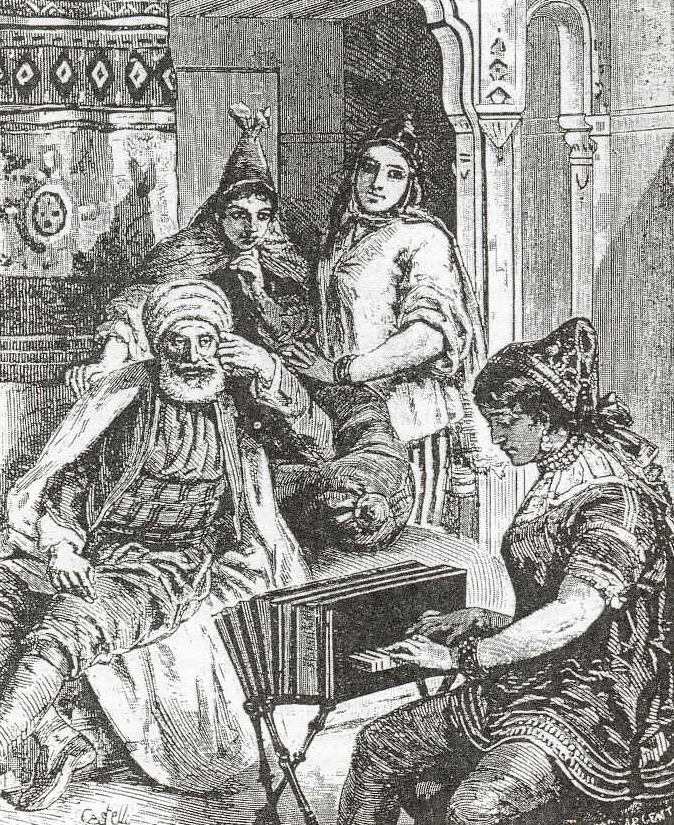
Famille juive de Tunis écoutant de la musique, le samedi soir, en 1884.

Dans La littérature populaire des Israélites tunisiens avec un essai ethnographique et archéologique sur leurs superstitions, une bibliographie commentée établie entre 1904 et 1907 par Eusèbe Vassel, ce dernier recense des pièces poétiques comme celles du pionnier et prolifique Simah Levy : Mahmud Mahraz (un célèbre voleur de Tunis), Chanson d'El-Za'rura (nom d'une chanteuse), mais aussi Poésie en l'honneur du grand-rabbin Josué Bessis ou La Malzouma de Kippour. Vassel cite également Hai Vita Sitruk, qui a écrit entre autres La complainte des Livournais en quatre langues et Complainte de la dispute entre Twansa et Grana, et Malzouma sur les déceptions de ce monde rédigé par un auteur resté anonyme.

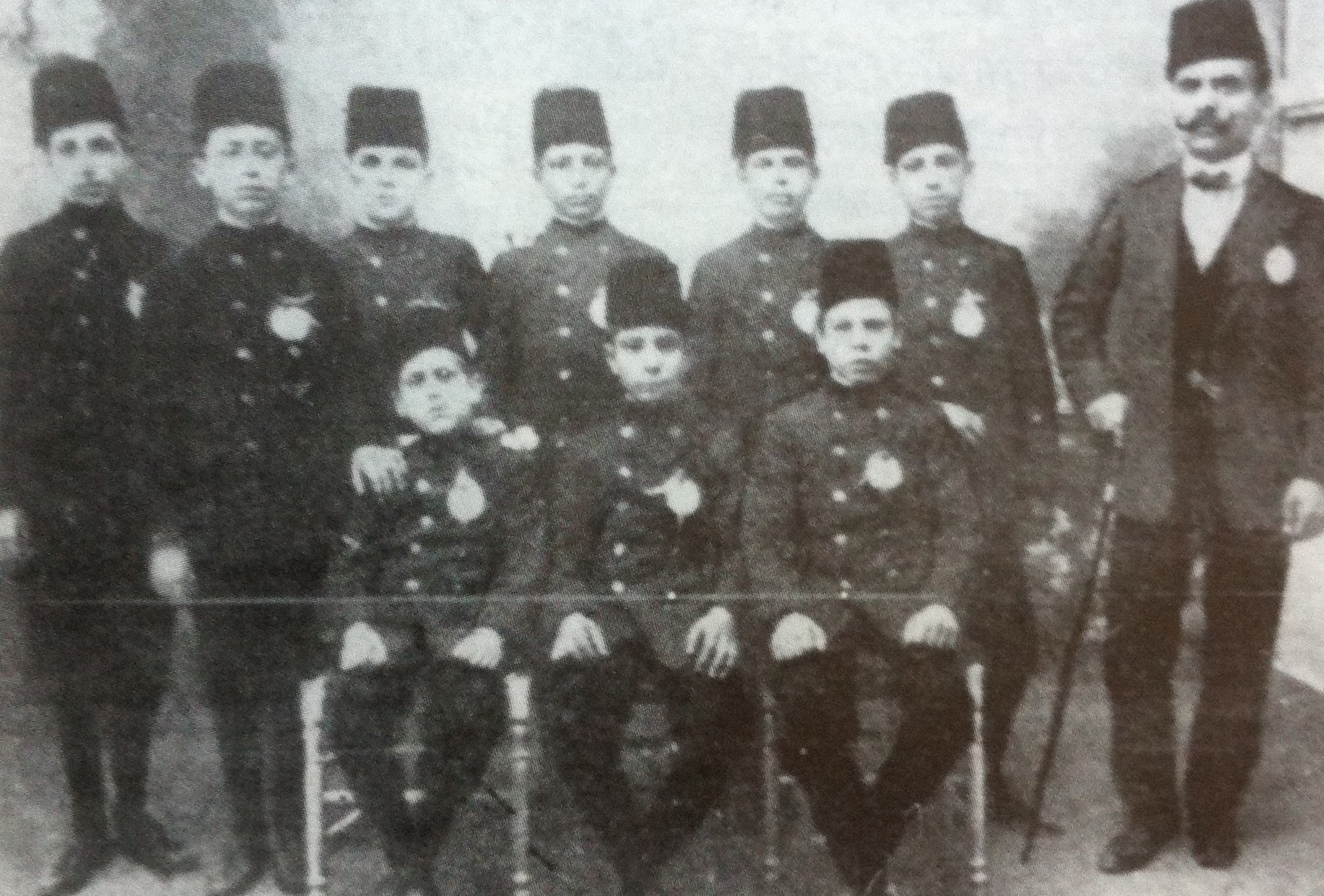
Makhlouf Nadjar et sa jeune troupe théâtrale en 1914.

Ainsi, des centaines de poésies populaires, d'abord composées à Tunis, puis dans d'autres communautés telles que celles de Djerba et de Sousse, racontent les traditions juives, d'une manière nouvelle, que certains auteurs traditionalistes considéreront comme « menaçante ». Mais ces créations ont aussi, pour la première fois sous forme imprimée, permis la diffusion de textes lyriques ou romantiques, fortement influencés aussi bien par la production locale que par celle arabo-musulmane venant d'Égypte, qui est très populaire à cette époque en Tunisie.
Dans la même période, des artistes juifs comme Leïla Sfez, Habiba Msika ou Cheikh El Afrit accèdent à une large notoriété et contribuent au renouveau de la musique tunisienne,. Des troupes de théâtre se constituent comme celle de Makhlouf Nadjar (he) de Sousse. Un changement culturel a aussi lieu avec l'apparition d'artistes-peintres comme Moses Levy, Maurice Bismouth et Jules Lellouche. Albert Samama-Chikli réalise le premier court métrage de l'histoire du cinéma tunisien en 1895.

## Assimilation difficile

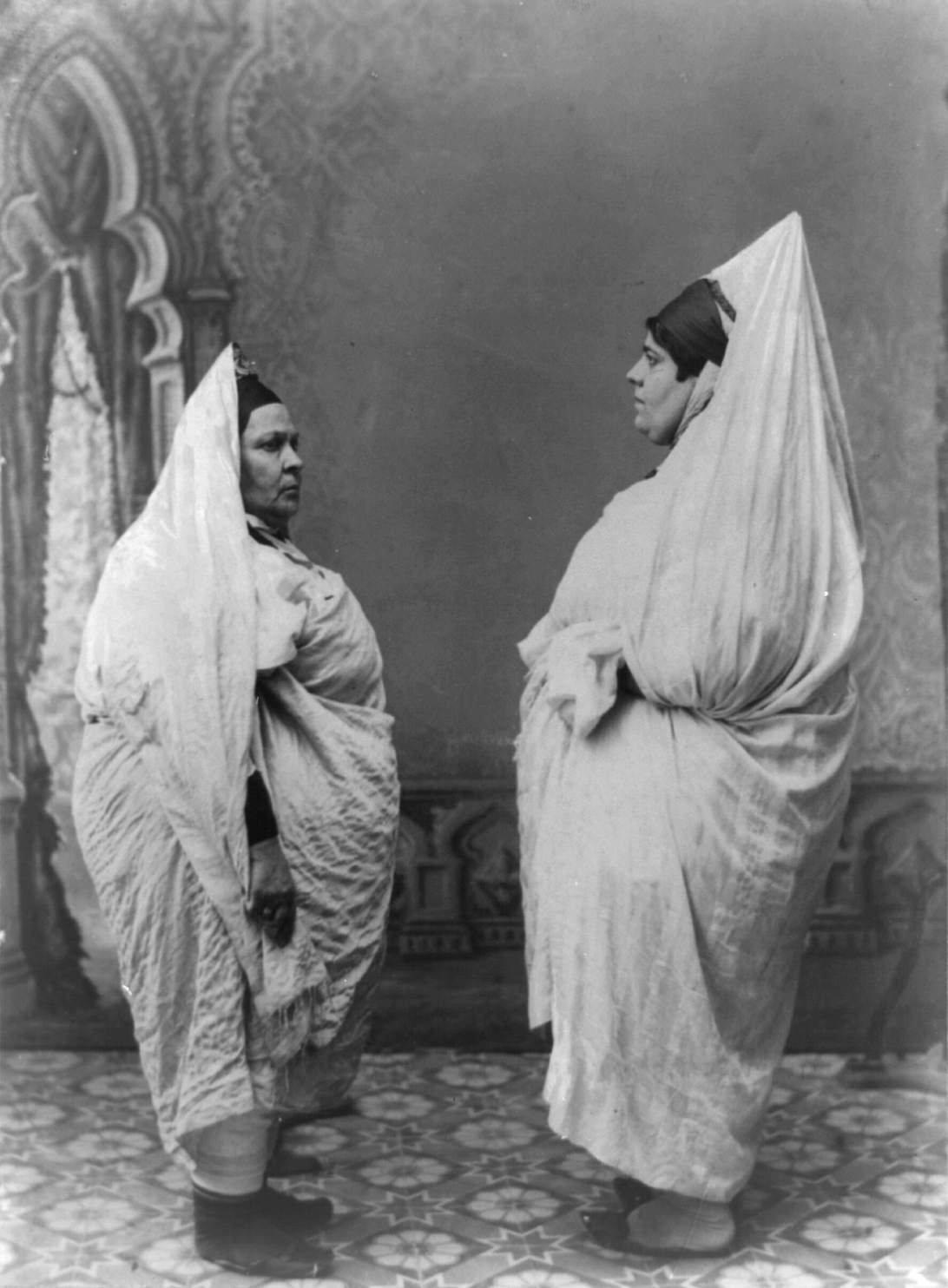
Juives tunisiennes.

Durant la Première Guerre mondiale, les Juifs tunisiens ne sont pas mobilisables en raison de la législation en vigueur, contrairement aux musulmans. Dès lors, ils paraissent épargnés par un conflit touchant les autres éléments de la population et voient même leurs affaires prospérer en raison de l'élévation des prix due à la rareté des marchandises, ce que dénonce la presse locale. Au lendemain du conflit, entre le 21 et le 26 août 1917, des soldats tunisiens se livrent, simultanément à Tunis, Bizerte, Sousse et Kairouan, à des expéditions punitives contre les Juifs : ils pillent leurs magasins, battent les hommes et violentent les femmes afin de les punir de ne pas être partis à la guerre. À Sfax, trente militaires en permission et quelques civils attaquent deux quartiers à majorité juive, saccageant vingt magasins, faisant huit blessés et un mort. Les autorités du protectorat imputent aussitôt la responsabilité des troubles aux « traditions » et font adopter par décret beylical du 29 août le délit de « provocation à la haine ou au mépris de l'une des races vivant dans la Régence ». De nouvelles échauffourées se produisent à la fin de la guerre, notamment le 13 novembre 1918 à Tunis. Mis à part de nouvelles émeutes antijuives liées à la question palestinienne, principal sujet de friction à partir de la tenue du Congrès de Jérusalem en 1931, ou nées de conflits personnels comme à Sfax en août 1932, la communauté connaît une période exceptionnelle de paix sociale et d'essor. L'adoption des mœurs et de la culture françaises s'intensifie et l'occidentalisation se traduit par l'adoption de nouveaux modèles familiaux et la sécularisation.
Après la guerre, le comité d'administration de la Caisse de secours et de bienfaisance de Tunis est remplacé par un Conseil de la communauté israélite désigné en vertu du décret beylical du 30 août 1921. Un collège de soixante délégués, élu tous les quatre ans par la population juive de Tunis sans distinction de nationalité, est chargé de nommer ses membres en assurant une représentation proportionnelle des Granas et des Twansa. Chargé des questions du culte et de l'assistance, il propose aussi un candidat pour le poste de grand-rabbin, dont l'autorité s'étend aux deux rites. Toutefois, il reste placé sous le contrôle du secrétaire général du gouvernement et les Granas continuent de former une communauté distincte en gardant leur conseil communautaire. De plus, ces changements n'affectent pas l'organisation des autres communautés du pays.
La communauté est dans le même temps représentée progressivement dans toutes les instances consultatives du territoire : sièges réservés dans les chambres économiques, les conseils municipaux et le Grand Conseil (quatre sièges sur 41 dans la section tunisienne). Ainsi, si la communauté ne constitue qu'une faible minorité de la population tunisienne — moins de 2,5 % en 1936 dont près de 60 % habitent la capitale — elle possède néanmoins tous les droits d'une minorité.

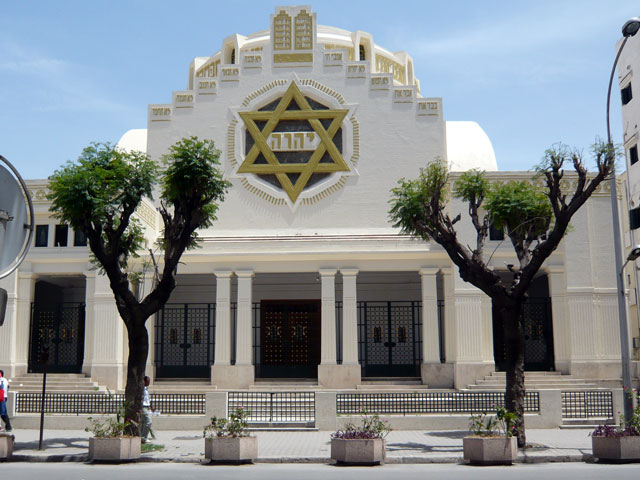
Grande synagogue de Tunis.

La loi Morinaud du 20 décembre 1923 — dont le vote résulte de considérations tactiques visant à inverser le ratio démographique entre ressortissants français et italiens ayant afflué après la Première Guerre mondiale — facilite encore les conditions d'accès à la nationalité française. Désormais, les Tunisiens peuvent être naturalisés s'ils remplissent l'une des conditions suivantes : avoir accompli un engagement volontaire dans l'armée française, avoir obtenu un diplôme de l'enseignement secondaire, avoir conclu un mariage avec une Française ou une étrangère dont sont issus des enfants ou avoir rendu des « services importants » à la France. Des Juifs demandent et obtiennent leur naturalisation mais le rythme annuel des naturalisations, élevé entre 1924 et 1929 (culminant à 1 222 en 1926), commence à diminuer entre 1930 et 1933 en passant sous la barre des 500, pour s'effondrer à moins de 100 à partir de 1934,. Encouragée par les assimilationnistes, cette évolution est freinée par différents courants : les traditionalistes pour qui elle accélère la déjudaïsation, les sionistes qui militent en faveur d'une solution nationale de la question juive, les marxistes qui souhaitent que les Juifs lient leur destin à celui de leurs compatriotes musulmans, les nationalistes tunisiens qui les considèrent comme des traîtres mais aussi les autorités françaises, notamment les services de la résidence générale, conscientes que le ratio démographique s'équilibre peu à peu ; on peut aussi penser que les Juifs tunisiens s'accommodaient de leur condition juridique.
Au début de la Seconde Guerre mondiale, 6 667 naturalisations ont donc été enregistrées à partir de 1924, si bien qu'à la fin du protectorat, environ un quart des Juifs sont devenus des citoyens français. La nouvelle Grande synagogue de Tunis, située au cœur de la ville moderne, est terminée en décembre 1938 à l'initiative du groupe du journal La Justice, qui y voit « l'affirmation de la fin des discriminations et de l'égalité avec les autres habitants de la cité ».

## Courants politiques et d'opinion
De par sa formation intellectuelle, l'élite juive parvient difficilement à s'identifier aux masses arabes. Avec l'arrivée au pouvoir en France du Front populaire et la montée de l'antisémitisme au cours des années 1930, un nombre croissant de jeunes décident de s'engager dans les syndicats et les partis de gauche, dans un contexte favorable au « socialisme colonial ». Ce dernier vise l'égalité de tous, dans le respect de l'existence de chaque communauté garantie par la France, et la disparition des classes sociales existant au sein de chaque communauté mais qui hiérarchisent surtout celles-ci entre elles. C'est pourquoi une proportion importante de Juifs d'origine bourgeoise figure parmi les dirigeants du Parti communiste tunisien dès sa formation.
Or, cet idéalisme méconnaît les identités religieuse et linguistique des musulmans sur lesquelles s'appuient le Destour puis le Néo-Destour pour forger une identité nationale qui ne peut qu'exclure les Juifs, même si le mouvement nationaliste ne peut nier le droit à la détermination nationale des Juifs sans affecter sa propre revendication nationale. Il reste donc apprécié « du dehors, tantôt avec suspicion, tantôt avec respect » même si une infime minorité se rallie au mouvement national, comme Guy Sitbon.

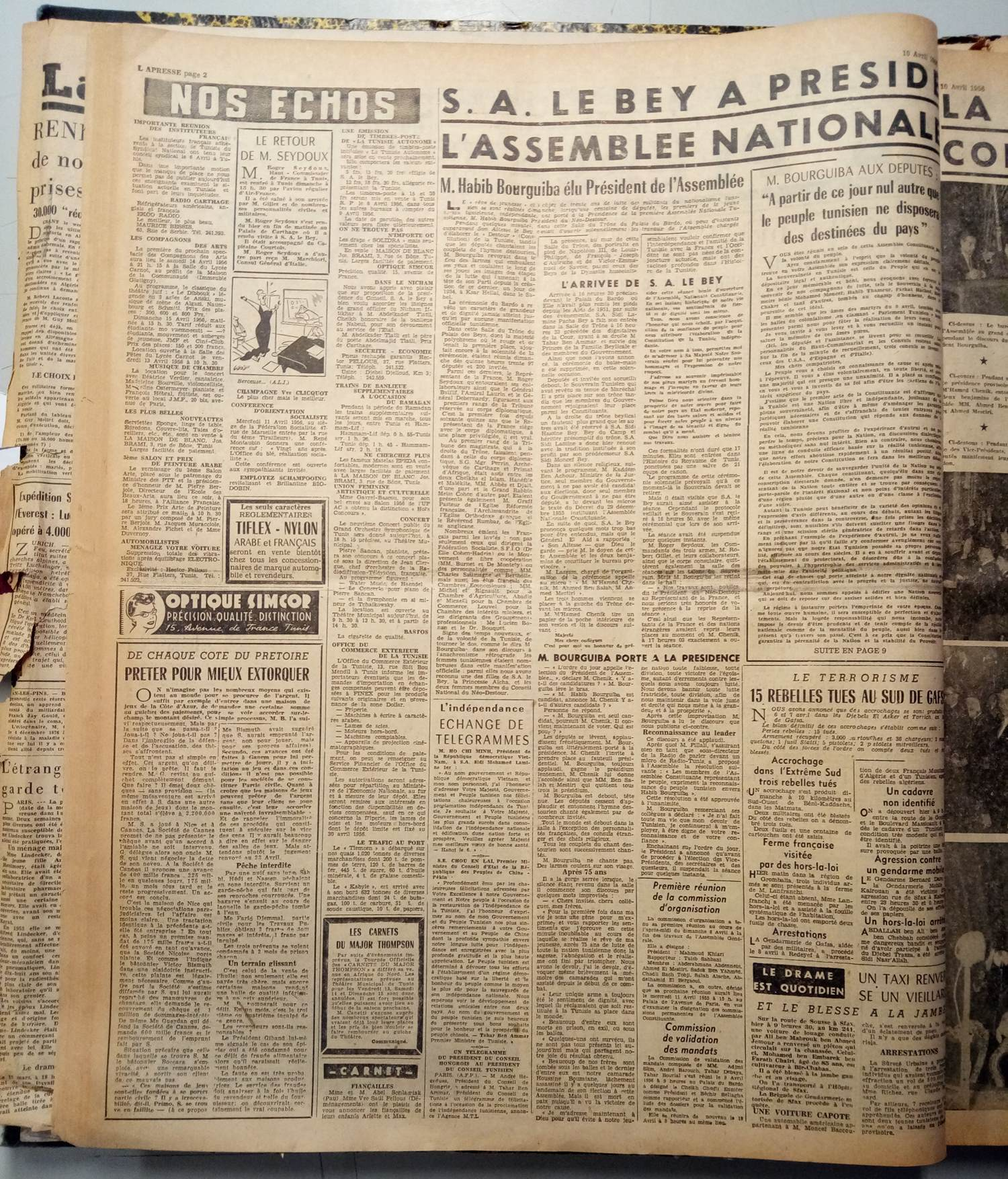
La Presse de Tunisie en 1956.

Les éléments traditionalistes, hostiles au « modèle français » et à l'assimilation, se tournent plutôt vers le sionisme qui émerge alors en Europe. En 1910, la première organisation sioniste, Agoudat Tsion (Union sioniste), est fondée à Tunis. Autorisée par le gouvernement en janvier 1911, elle lance en 1913 une revue mensuelle en judéo-arabe, Qol Tsion (La Voix de Sion). Cette idéologie pénètre dans toutes les couches de la communauté via l'implantation pendant l'entre-deux-guerres de plusieurs courants luttant notamment contre les institutions communautaires : les nationalistes socialistes (Tzéïré-Tzion et Hashomer Hatzaïr), les nationalistes (Parti sioniste révisionniste et son organisation de jeunesse Betar), les religieux (Agoudat Israel, Torah Va'Avodah et son organisation de jeunesse Bnei Akivah, Daber Ivrit à Djerba), les sionistes généraux (Organisation sioniste de Tunisie) et les indépendants (Tseirey o'avey Tsion à Sfax).
À l'opposé des autres tendances, le sionisme est reconnu officiellement et organisé en associations et en partis. Malgré les importantes difficultés dans les relations entre ces divers courants, douze organisations s'unifient en 1920 dans une Fédération sioniste de Tunisie, reconnue par les autorités du protectorat, et largement dominée par son aile révisionniste. Associant parfois les notables communautaires à son action, elle développe notamment des mouvements de jeunesse et l'enseignement de l'hébreu, permettant ainsi le développement d'une identité politique et sociale moderne, mais ne cherche pas à promouvoir l'émigration des Juifs vers la Palestine qui reste inexistante.

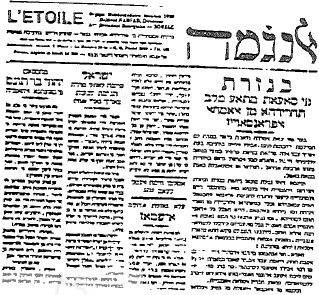
Al Nejma (« L'Étoile »), journal en judéo-tunisien publié à Sousse par Makhlouf Nadjar en 1920-1961.

Une presse variée, publiée en judéo-tunisien, en hébreu ou en français, permet l'expression des divers courants traversant la population juive de Tunisie, la période la plus florissante courant des années 1880 à la Première Guerre mondiale. Les divers titres, ne paraissant souvent que quelques années, couvrent l'actualité politique mais aussi culturelle, sans compter les revues humoristiques.
Dans l'entre-deux-guerres, si les publications en judéo-tunisien continuent de voir le jour, à Tunis ou Sousse, les journaux comme Al Nejma (« L'Étoile ») sont moins nombreux. Dans ce contexte, la presse francophone gagne en importance : parmi les titres phares figurent L'Égalité (1911-1934) de tendance traditionaliste, La Justice (1907-1935), plus moderniste, dont la direction fonde le Parti d'action et d'émancipation juive le 21 mai 1931, mais aussi La Voix des Juifs ou L'Écho juif. Le mouvement sioniste bénéficie également de ses propres parutions, comme La Voix juive (1920-1921), La Voix d'Israël (1920-1930) et Le Réveil juif qui est proche du révisionnisme de Vladimir Jabotinsky,. Haïm Saadoun juge ces dernières particulièrement puissantes en raison de la concurrence faite à l'ensemble de la presse, notamment juive. Les quotidiens d'informations générales, comme Le Petit Matin et La Presse de Tunisie, s'ils appartiennent à des Juifs, tendent à s'adresser plus largement à l'ensemble du lectorat francophone.

## Seconde Guerre mondiale

### Mesures discriminatoires
Après la défaite française de juin 1940 et l'établissement du régime de Vichy, les Juifs font l'objet des mesures discriminatoires édictées en France : l'article 9 de la loi du 3 octobre 1940 indique que les lois antisémites sont applicables aux « pays de protectorat », et donc en Tunisie où elles s'appliquent « à tout israélite tunisien comme à toute personne non tunisienne issue de trois grands-parents de race juive ou à deux grands-parents de même race si le conjoint est lui-même juif ».

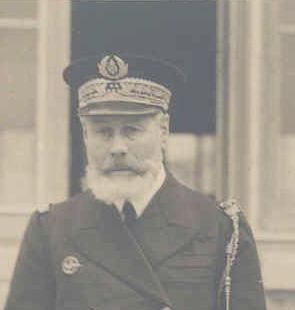
Visite du résident général Jean-Pierre Esteva au Kef en 1940.

Le premier décret beylical est signé par Ahmed II Bey le 30 novembre : il les exclut de la fonction publique et des professions touchant à la presse, à la radio, au théâtre et au cinéma, en permettant toutefois la publication d'un « Journal israélite de Tunisie », rôle endossé par Le Petit Matin à partir du 15 décembre. Il impose aussi un numerus clausus pour l'exercice des professions libérales mais il n'est jamais appliqué en ce qui concerne les médecins, les dentistes, les pharmaciens et les architectes. Le décret du 5 juin 1941 dissout les associations de jeunesse (Bétar, UUJJ, EIF et Brigade du KKL) et celui du 29 septembre dissout le Conseil de la communauté israélite de Tunis et le remplace par un Comité d'administration nommé. Le recensement des Juifs et de leurs biens est décrété le 26 juin 1941. Deux jours plus tard, le 28 juin 1941, le résident général Jean-Pierre Esteva explique au ministère des Affaires étrangères à Vichy qu'il « était en fait impossible de reproduire aveuglément le nouveau régime français en Tunisie, car la majeure partie de l'activité économique, notamment celle qui était liée à l'approvisionnement par l'extérieur, ainsi que les professions libérales, le droit et la médecine – se trouvaient entre les mains des Juifs… ». Par ailleurs, la loi du 22 juillet 1941, concrétisée par le décret du 12 mars 1942, permet au secrétaire général du gouvernement de nommer des administrateurs provisoires pour toute entreprise, bien ou valeur, appartenant à des Juifs « en vue d'éliminer toute influence juive dans l'économie nationale » (aryanisation des biens juifs). Le 30 avril 1942, il est interdit aux Juifs d'acquérir des biens immobiliers et des entreprises. Enfin, l'accès à l'enseignement secondaire leur est limité.

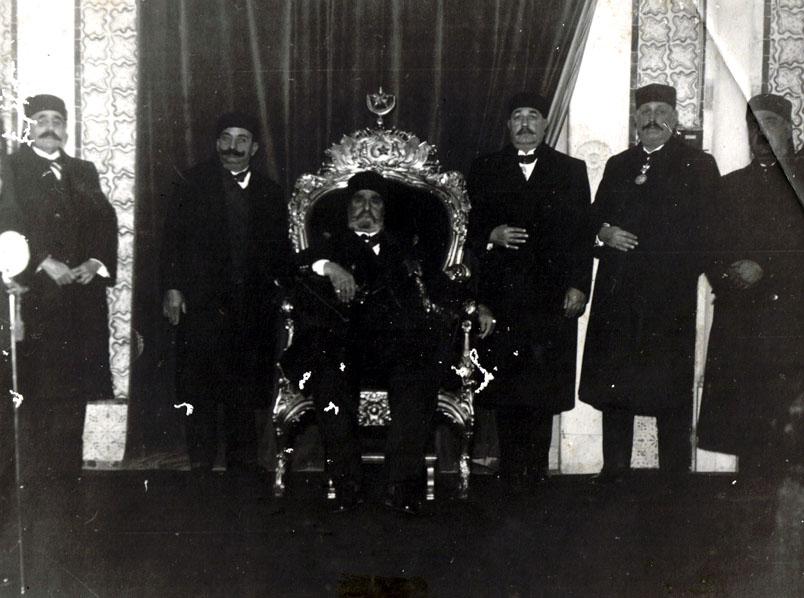
Cour d'Ahmed II Bey avec les princes beylicaux (droite), l'héritier du trône Moncef Bey (gauche) et le ministre Abdeljelil Zaouche en 1942.

C'est alors que la Tunisie est occupée par les armées de l'Axe à la suite de l'opération Torch lancée par les alliés le 8 novembre 1942. Toutefois, contrairement aux Juifs des autres pays sous occupation allemande, les Juifs de Tunisie ne sont généralement pas contraints de porter l'étoile jaune (sauf à Sousse, Sfax et Nabeul),,, afin « de ne pas choquer les très nombreux étrangers résidant à Tunis » et ce, malgré la demande des forces d'occupation (notamment le commandant Werner Best et le colonel Walter Rauff), car le décret beylical du 12 mars 1942 et le texte préparé par la résidence générale ne sont jamais totalement entrés en vigueur, ce qui est notamment le fait des pressions de l'amiral Esteva qui n'apprécie « guère que seuls les Juifs de nationalité française et tunisienne, à l'exclusion des Juifs italiens fussent obligés de porter un signe distinctif »,, et de celles de Moncef Bey, qui désapprouve publiquement les mesures antisémites dès son intronisation le 19 juin 1942,. Sous Vichy, il décore même vingt personnalités juives du plus haut grade du Nichan Iftikhar, pour montrer qu'il ne fait pas de discrimination entre ses sujets,.
Les Juifs italiens, frappés dès la fin 1938 par les lois raciales de l'Italie fasciste de Mussolini et soumis à la pression des autorités consulaires, adhèrent aux organisations fascistes sous peine d'être considérés comme des ennemis. En retour, nombre d'entre eux exercent des fonctions dirigeantes dans les institutions des Italiens de Tunisie. Pourtant, certains soutiennent un quotidien d'information antifasciste, faisant de Tunis « l'un des centres les plus vivants de l'antifascisme italien hors d'Italie ». Sous l'occupation allemande, ils sont en revanche épargnés à la demande des autorités mussoliniennes « comme si leur italianité était plus importante que leur judéité », selon les termes de Paul Sebag. Ces dernières craignent aussi que ces mesures ne renforcent la présence française en Tunisie : le nombre de Juifs italiens en Tunisie n'est évalué qu'à 3 000 personnes installées surtout à Tunis et rattachées à la bourgeoisie aisée et cultivée. Les résultats du recensement exigé en juin 1941 donnent un total de 89 670 Juifs en Tunisie soit : 
- 68 268 Juifs tunisiens sujets du bey ;
- 16 496 détenteurs de la nationalité française ;
- 4 906 ressortissants d'autres pays dont 3 208 Italiens et 668 Britanniques[90].

### Occupation allemande

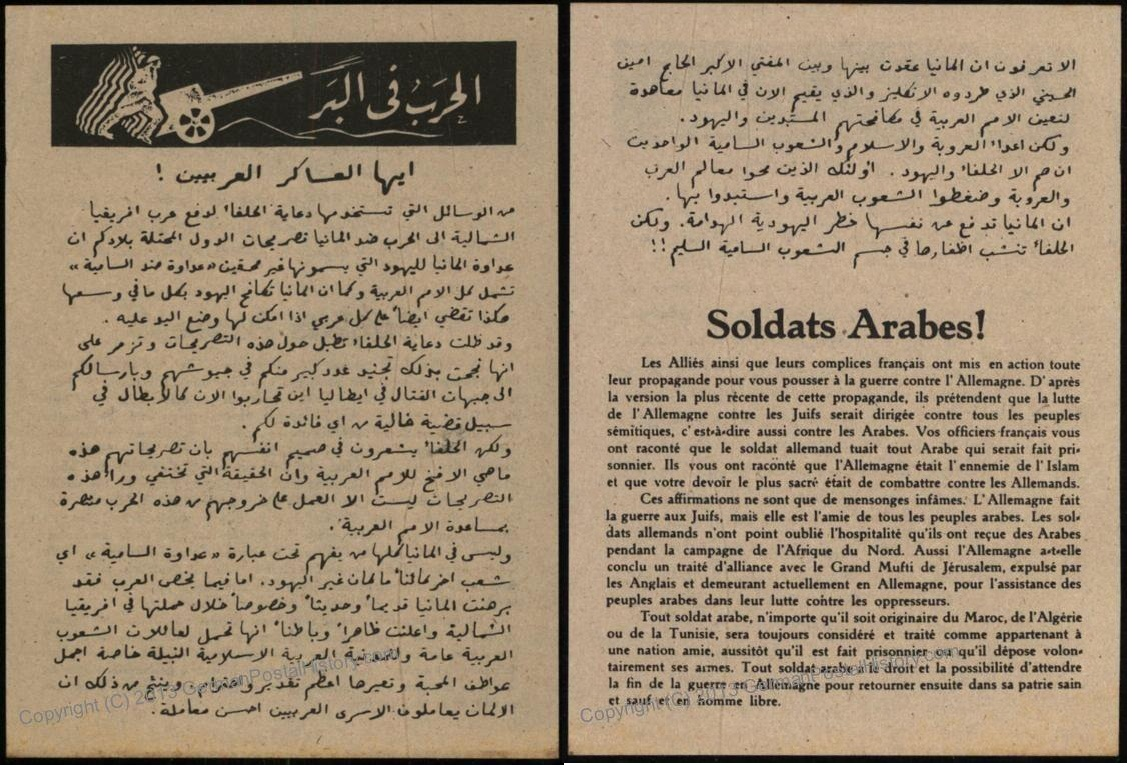
Appel en arabe et en français aux soldats arabes du Maghreb dans les années 1940 : ... L'Allemagne fait la guerre aux Juifs, mais elle est l'amie de tous les peuples arabes....

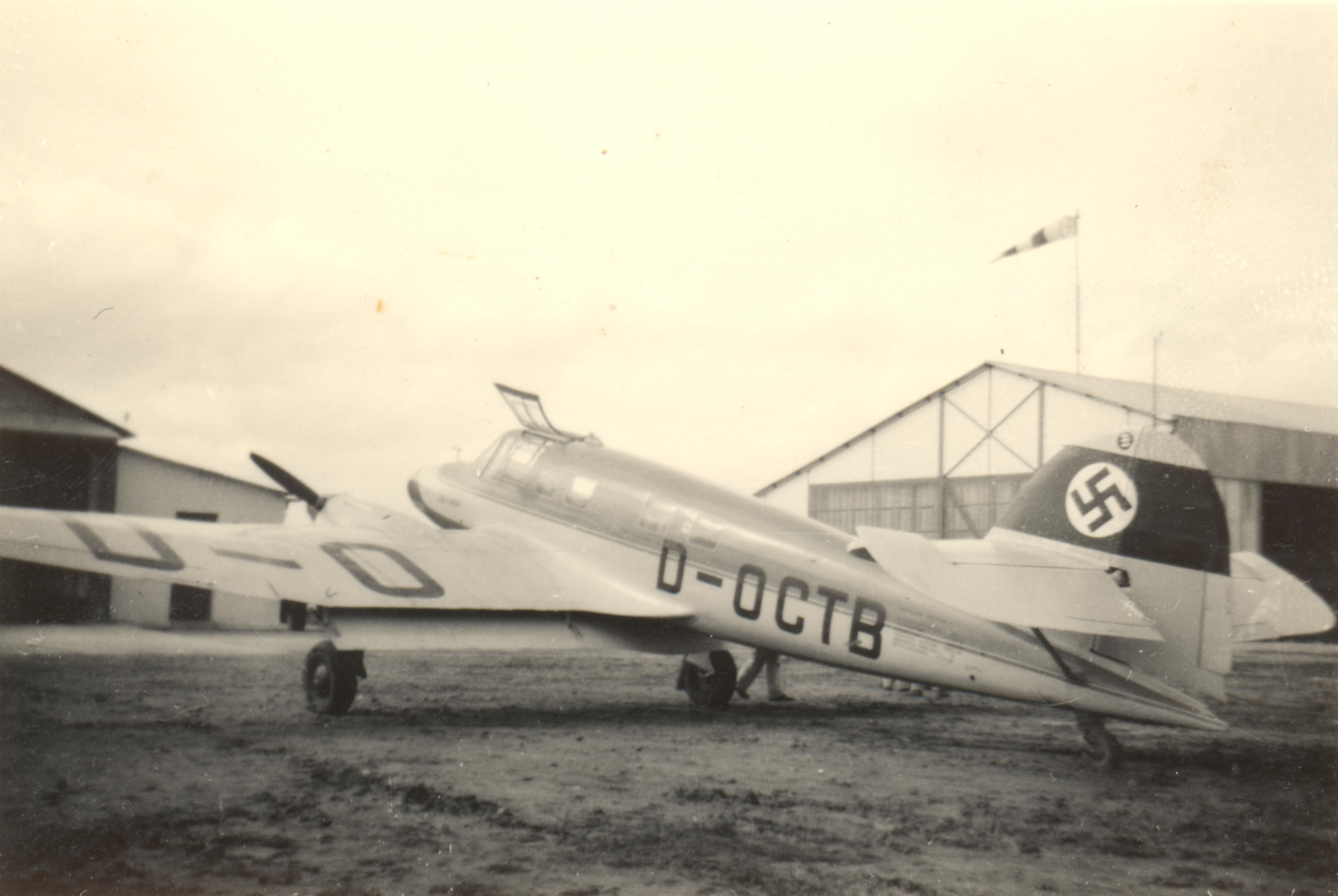
Avion allemand en Tunisie en 1939.

Durant les six mois d'occupation, outre les pénuries alimentaires et les bombardements subis par toute la population tunisienne, la population juive doit supporter le poids des réquisitions militaires et se voit frappée d'exorbitantes amendes collectives : un total de 88 millions de francs ont été exigés des communautés de Tunis, Sousse et Sfax afin d'indemniser les victimes des bombardements alliés ou de sanctionner un manque de coopération avec les forces d'occupation ; une partie a été avancée par des institutions bancaires sur intervention du résident général Jean-Pierre Esteva,. Les banques et les communautés du Sud, notamment à Djerba et Gabès, versent sous la menace près de 70 kilos d'or en raison de leurs ressources en espèces limitées.
L'organisation nationaliste arabe du Croissant rouge (fondé en janvier 1943) s'oppose à l'inhumation dans le cimetière juif de Tunis de 55 corps de victimes juives des bombardements alliés et exige qu'ils soient enterrés à La Marsa. Ces milieux travaillent en étroite coopération avec les Allemands et les aident « à identifier les maisons et les biens des Juifs, notamment dans les villes de province »,,.

#### Travail obligatoire
Le 23 novembre, un certain nombre de personnalités juives sont arrêtées, dont le président du Comité d'administration Moïse Borgel. Devant la protestation du résident général Esteva, le ministre plénipotentiaire allemand Rudolf Rahn lui signifie « que les questions juives ne relèveraient plus de l'administration française » ; ces personnalités sont finalement libérées le 29.

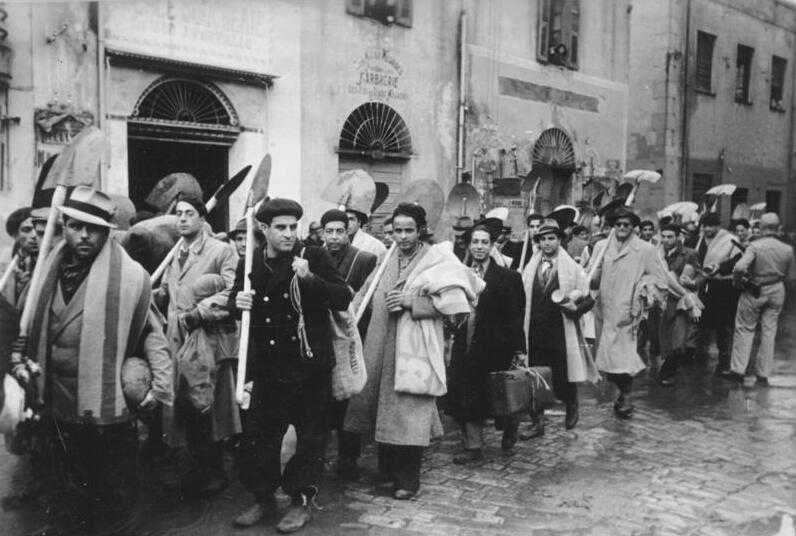
Colonne de Juifs conduits au travail obligatoire (décembre 1942).

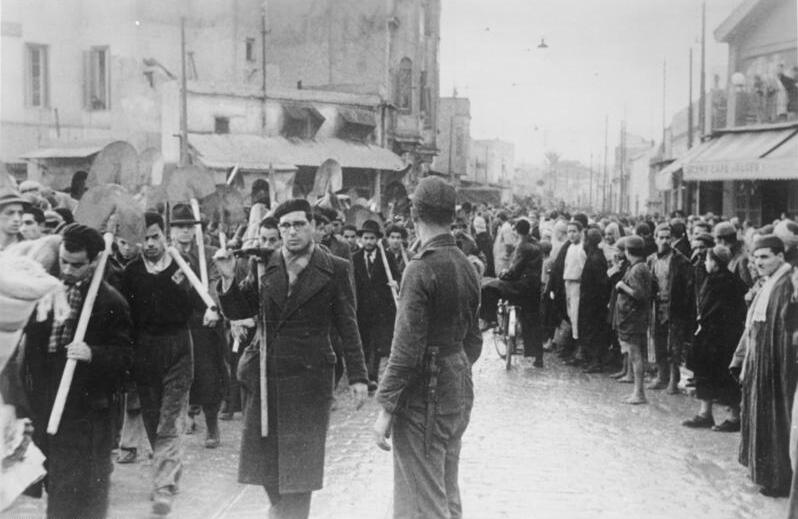
Colonne de Juifs sous les yeux de la population musulmane.

La population juive se voit aussi imposer le travail obligatoire comme en témoigne Albert Memmi : le haut commandement allemand convoque le 6 décembre Borgel et le grand-rabbin Haïm Bellaïche à la Kommandantur. Le colonel SS Walter Rauff leur indique que le Comité d'administration est dissous et remplacé sans délai par un nouveau comité présidé par le grand-rabbin, qu'il doit fournir le lendemain matin une liste de 2 000 Juifs âgés de plus de 18 ans pour travailler au service des forces occupantes et qu'il prendra en charge le ravitaillement, l'habillement et l'outillage des travailleurs, ainsi que les allocations pour les familles.
À la suite d'une prorogation du délai fixé, le nombre de travailleurs à fournir passe à 3 000 mais, le 9 décembre 1942 au matin, seuls 125 hommes se présentent. Rauff se rend alors à la Grande synagogue de Tunis, y fait irruption et arrête tous ceux qui s'y trouvent, ainsi que tous les Juifs qui passent à proximité. Les rafles continuent durant la journée, comme aux abords de l'école de l'Alliance israélite universelle. Le Comité d'administration décide donc d'appeler au travail les Juifs âgés de 18 à 27 ans, ce qui apaise Rauff qui ne donne pas suite à ses menaces contre les volontaires et les raflés, mais fait arrêter cent notables juifs pour servir d'otages et être fusillés en cas de désobéissance,. Dans l'après-midi, un millier de Juifs se présentent avant d'être répartis par groupe de cinquante et embarqués vers leurs lieux de destination. Ils doivent porter sur le dos et la poitrine l'étoile jaune « pour permettre de les reconnaître même de loin et de tirer dessus en cas d'évasion ». Le soir même, la première victime juive, Gilbert Mazouz (19 ans), ne pouvant avancer assez vite en raison d'un léger handicap, est abattue par un officier allemand sur la route de Sidi Fredj. Au fur et à mesure de l'arrivée des travailleurs, les otages sont libérés, entre le 14 décembre et le 17 janvier 1943. Les communautés de Sousse et de Sfax fournissent aussi des travailleurs qui ne sont cependant pas internés dans des camps.
Borgel et Paul Ghez (he) mènent alors des négociations avec les forces allemandes qui ont intérêt à ce que les Juifs s'occupent de leurs travailleurs forcés. La communauté fournit donc la totalité du financement des camps et subvient aux besoins des plus de 5 000 hommes — âgés entre 15 et 45 ans et capables de travailler — transférés dans des camps de travail à Bizerte, Mateur, Zaghouan, Enfida, Kondar ou dans la région de Tunis. Les conditions de vie y sont très difficiles, dans des zones pilonnées par l'aviation alliée, et une soixantaine de personnes y meurent au cours de leur détention, parfois à la suite d'exécutions sommaires. Les camps sont finalement abandonnés pendant la débâcle allemande face aux alliés en avril 1943.

#### Application de la solution finale

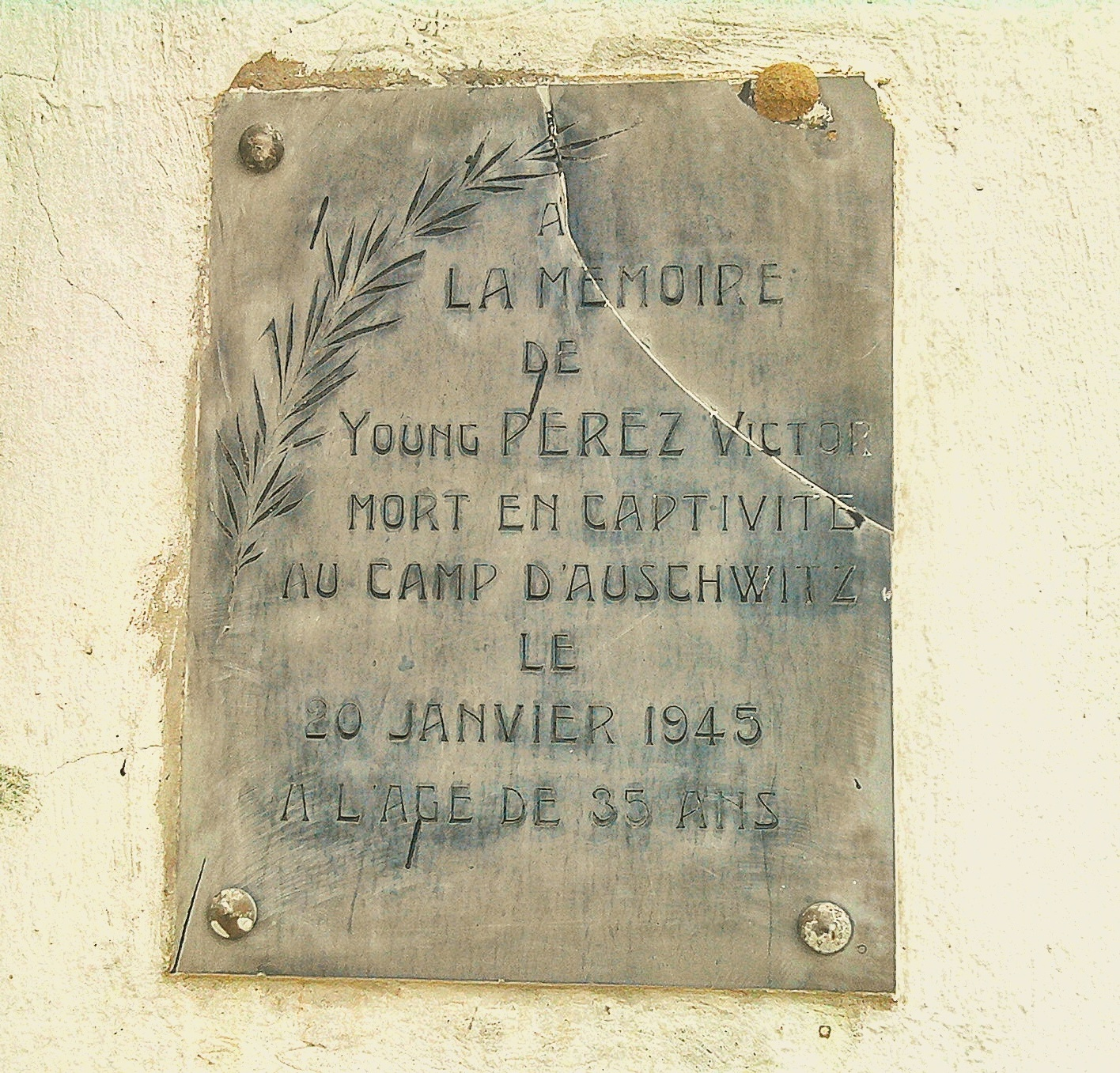
Plaque commémorative à la mémoire de Young Perez au cimetière du Borgel à Tunis.

Durant cette période, la Tunisie ne connaît qu'un seul cas de déportation, vers les camps de concentration d'Allemagne, d'Autriche ou de Pologne, organisé par voie aérienne en avril 1943 et ce en raison du manque de navires et d'avions mobilisés pour des besoins militaires plus pressants. 17 déportés n'en sont pas revenus selon la liste du monument aux morts du cimetière du Borgel, où figure aussi le boxeur Young Perez, champion du monde poids mouches, arrêté en France, déporté et abattu au cours des marches de la mort le 22 janvier 1945.
C'est pourquoi les forces allemandes veulent exterminer les Juifs en les fusillant, objectif empêché par le faible nombre de SS à disposition. Quant aux tentatives de pousser la population musulmane au pogrom, elles échouent grâce à l'action de dignitaires, comme Aziz Djellouli, le grand vizir M'hamed Chenik et Mahmoud El Materi, à la désapprobation du résident général Esteva qui fait part aux Juifs de sa « compréhension » ou de sa « sympathie », à la sollicitude de Moncef Bey et à la répugnance du Néo-Destour à attiser les haines raciales. Les manifestations d'hostilité restent au total assez rares, la majorité de la population faisant preuve de réserve. Par ailleurs, Rudolf Rahn, qui publie ses mémoires après la guerre, justifie alors dans une note du 24 décembre 1942 « l'inopportunité des pillages de boutiques et des pogroms tant que les troupes allemandes n'auront pas atteint la frontière algérienne », ce qui n'empêche pas des soldats allemands de pénétrer en janvier dans la Hara de Tunis pour violer des femmes et saisir leur argent et leurs bijoux. Il semble donc que ce sont les combats incessants puis la victoire finale des alliés qui ont empêché les forces allemandes d'appliquer la solution finale aux Juifs de Tunisie.
Certains Juifs se sont engagés dans les réseaux de résistance, comme Georges Attal, Maurice Nisard ou Paul Sebag, et certains se voient déportés comme Lise Hannon et le père de Serge Moati. Des personnalités musulmanes, comme Mohamed Tlatli à Nabeul, Ali Sakkat à Zaghouan et Khaled Abdul-Wahab à Mahdia, aident ou protègent eux aussi des Juifs au péril de leur vie. Moncef Bey lui-même aide et cache des Juifs de l'entourage de sa famille dans ses propriétés, tout comme le font des membres de sa famille et des dignitaires dont Chenik, Bahri Guiga et El Materi.

## Intégration ou départ?

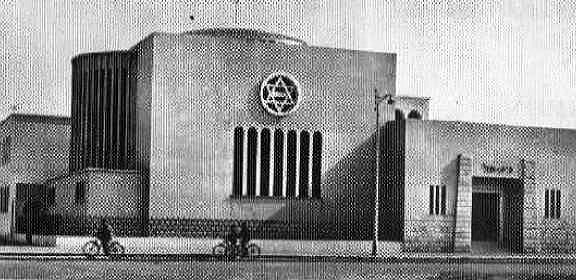
Synagogue Beth-El de Sfax avant 1950.

Peu de temps après la libération du pays par les armées alliées, le 7 mai 1943, les dispositions édictées contre les Juifs sont abrogées : le décret du 3 juin réintègre tous les fonctionnaires, les numerus clausus sont abrogés par deux arrêtés du 10 juin et toutes les limitations de l'activité économique sont levées par un décret du 5 août. Le 11 mai, le Comité d'administration est dissous et le Conseil de la communauté israélite élu en 1938 restauré. Enfin, un emprunt sous garantie du gouvernement tunisien permet le remboursement des sommes extorquées par les Allemands. Des associations sont créées pour apporter aide et soutien aux victimes de l'occupation et un monument aux morts est inauguré au cimetière du Borgel, en mémoire des Juifs déportés et morts pour la France, le 16 avril 1948. Un décret du 17 février 1944 met fin aux derniers aspects de la scission entre Twansa et Granas. Un autre en date du 13 mars 1947 étend le système d'organisation communautaire de Tunis aux populations de Sfax et Sousse, les autres continuant de bénéficier d'une organisation coutumière et de jouir d'une large autonomie.
Les populations arabe et juive empruntent après la guerre des voies séparées où chacune renforce son identité nationale. Très peu de Juifs s'identifient au nationalisme arabe tunisien ou adhérent au Néo-Destour - ce qui leur sera reproché. Ils s'éloignent de la société musulmane à cause de l'atmosphère politique et de l'expérience de la vie quotidienne avec le voisinage arabe, outre les incidents violents entre Juifs et Arabes à partir de 1945 (et le souvenir du pogrom de Gabès de 1941,,, ainsi que l'écho de ceux de Tripoli en 1945 puis 1948) et le fait que le mouvement nationaliste tunisien s'aligne davantage sur la politique de la Ligue arabe, la confiance dans l'avenir est donc ébranlée chez les Juifs tunisiens qui préfèrent se rapprocher de la puissance européenne et de la culture dans laquelle ils ont grandi.
La communauté bénéficie de conditions favorables à son essor et connaît une période de plénitude dans tous les domaines : arts, sports, politique, littérature, agriculture, commerce ou encore industrie. Deux écrivains francophones, Raoul Darmon en 1945 et Albert Memmi en 1953, remportent ainsi le Prix de Carthage, comme Ryvel l'avait fait en 1931. Les évolutions sociales entamées avant la guerre se poursuivent également : alors que la plupart des rabbins s'habillent désormais à l'européenne, la pratique religieuse plus faible dans les milieux aisés reste encore forte dans les milieux pauvres. Elle tend à se cristalliser autour du Yom Kippour qui est proclamé jour férié par le souverain Lamine Bey le 16 septembre 1954. L'acculturation se poursuit aussi avec le délaissement de la cuisine juive traditionnelle qui est réservée pour les repas de fête.

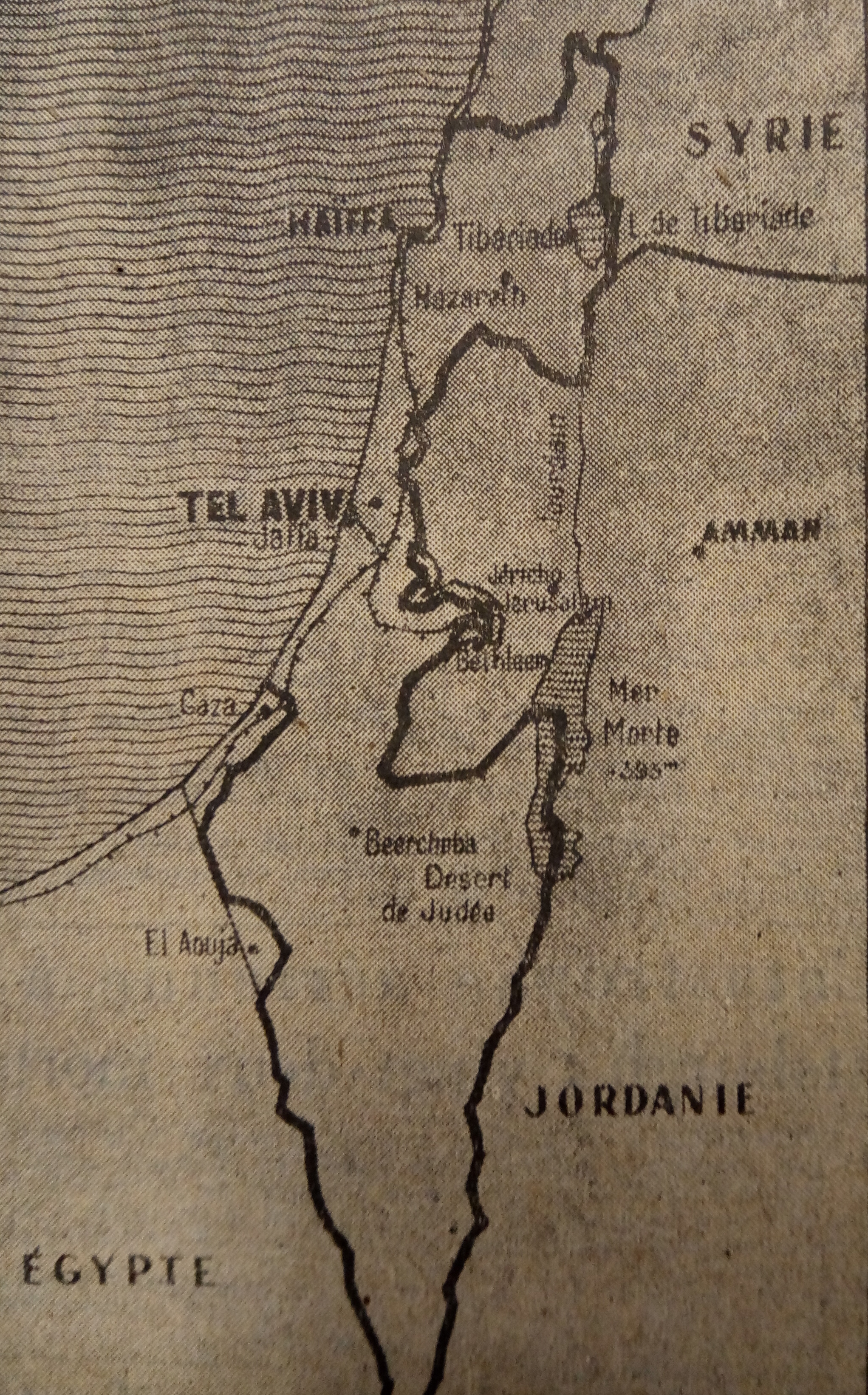
La Terre d'Israël présentée dans La Presse de Tunisie en 1956.

Mais, désormais, l'émancipation passe davantage par le sionisme, défendu par des journaux comme La Gazette d'Israël (1938-1951) et La Voix d'Israël (1943-1946). Alors que des cours d'hébreu sont organisés par la communauté de Tunis, des jeunes émigrent dès 1945 pour aller grossir les effectifs des pionniers d'Israël.
Après l'indépendance d'Israël, et surtout à partir du milieu des années 1950, l'émigration vers Israël ou la France devient massive au sein de la communauté, l'alya des Juifs tunisiens étant d'abord organisée par le Mossad le-'Aliyah Bet qui mène ses activités avec l'accord des autorités du protectorat. En dépit de l'absence de statut légal, il permet à près de 6 200 personnes d'émigrer vers Israël en 1948 et 1949. Au début de l'année 1950, le département de l'émigration de l'Agence juive le remplace et reçoit un statut légal. D'autres départements de l'agence, engagés dans l'éducation au sionisme, l'émigration des jeunes et le mouvement scout, sont aussi actifs. Un autre est chargé de mettre en place des formations d'autodéfense afin que les futurs émigrés puissent protéger leurs communautés contre les violences dont elles pourraient être la cible.

De petits groupes d'autodéfense — formés principalement à Sousse, Gabès, Djerba et Tunis — voient le jour mais restent clandestins. Après l'émigration en Israël de leurs principaux responsables en 1952, ils sont démantelés mais reconstitués en 1955 par le Mossad et son bras armé, connu sous le nom de Misgeret. Shlomo Havillio, commandant en chef du Misgeret à Paris entre 1955 et 1960 et responsable des opérations au Maghreb, admet plus tard que « les craintes initiales à propos d'éventuelles réactions des nationalistes tunisiens à l'égard des Juifs étaient beaucoup plus imaginaires que réelles […] La seule crainte pouvait venir de la présence de révolutionnaires dans la société tunisienne après l'indépendance ». Dans ce contexte, les dirigeants du Néo-Destour, s'ils ne sont pas favorables au sionisme, disent ne rien faire pour empêcher le départ des Juifs de Tunisie à destination d'Israël. Ainsi Habib Bourguiba déclare en août 1954 : 
« Les Néo-Destouriens s'opposent entièrement à l'antisémitisme et à la discrimination envers les Juifs de Tunisie. Ils sont pour l'égalité totale des droits […] Le gouvernement tunisien et les Néo-Destouriens feront tout pour assurer le bien-être des Juifs, mais si certains Juifs préfèrent émigrer pour telle ou telle raison en Israël, nous ne leur ferons aucune difficulté. »
Dès sa légalisation en Tunisie, l'Agence juive ouvre un bureau spécial à Tunis puis des annexes dans d'autres villes. Ces bureaux, animés par des Israéliens et des activistes juifs locaux, organisent l'émigration d'une majeure partie des populations juives des villes de Sousse, de Sfax et Tunis ainsi que des régions du sud du pays comme Ben Gardane, Médenine, Gafsa, Gabès et Djerba. Ce phénomène touche surtout les communautés plus traditionalistes et les plus pauvres qui n'ont rien à perdre. En tout, plus de 25 000 individus quittent le pays dont 3 000 en 1948, 3 000 en 1949, 4 852 en 1950, 3 491 en 1951, 2 709 en 1952, 618 en 1953, 2 646 en 1954 et 6 126 en 1955. Par conséquent, leur nombre enregistre une diminution de 18,6 % en dix ans, dont 7,7 % dans la région de Tunis, 33,5 % dans le nord, 26,9 % dans le centre, 38,9 % dans le sud et 44,4 % dans l'extrême-sud. La population recensée à Tunis est artificiellement augmentée par l'afflux de provinciaux sur le départ qui remplacent les Tunisois déjà partis.
Si les couches les plus populaires et les moins francisées partent pour Israël, l'élite intellectuelle se divise elle entre la France et Israël. Quant à la communauté livournaise cultivée et désormais francisée, peu finissent par rejoindre l'Italie.

### Filmographie
- Le Chant des mariées, film de Karin Albou, Gloria Films, Paris, 2008
- Villa Jasmin, film de Férid Boughedir, Image & Compagnie, Paris, 2008